# هوكي الحقل في الألعاب الأولمبية الصيفية 2016
عقدت منافسات الهوكي في دورة الألعاب الأولمبية الصيفية 2016 في ريو دي جانيرو في الفترة من 06 إلى 19 أغسطس في مركز الهوكي الأولمبي في ديودورو . في هذه المرة حصل تغيير في الشكل والهيكل في منافسات ملعب الهوكي فلقد كان مختلف عن منافسات معلب الهوكي في دورة الألعاب الأولمبية الصيفية 2012. نافس في البطولة أربعة وعشرين لاعب (اثني عشر لكل من الرجال والنساء).